# Tecnologia de dupla utilização

Bens de dupla utilização são produtos e tecnologias normalmente usadas para fins civis mas que também podem ter aplicações militares.
-European Commission, Trade Topics, Dual Use

Tecnologia de dupla utilização, no contexto político e diplomático, são os bens que podem ser utilizados para fins pacíficos ou militares.
Bens de dupla utilização são produtos e tecnologias normalmente usadas para fins civis mas que também podem ter aplicações militares.
De forma geral, dupla utilização pode referir-se a qualquer tecnologia que satisfaça mais de uma proposta a qualquer momento. Assim, tecnologias caras que em determinadas circunstâncias serviriam apenas para fins militares pode também ser usadas para beneficiar interesses civis, como é o caso do GPS.
Muitos países tem controle de exportação em certos tipos de tecnologias por serem obrigatório devido a vários tratados entre países. Esses controles restringem a exportação de certos tipos de commodities e tecnologias sem a permissão do governo. Uma das principais agências de investigação de controle de exportação é o Departamento de Segurança Interna dos Estados Unidos.
Há vários acordos internacionais entre os países que procuram controlar as tecnologias de uso duplo e militares. Entre ela está o acordo de Wassenaar, que controla as tecnologias de dupla utilização e as armas convencionais.